# Gens Aquillia

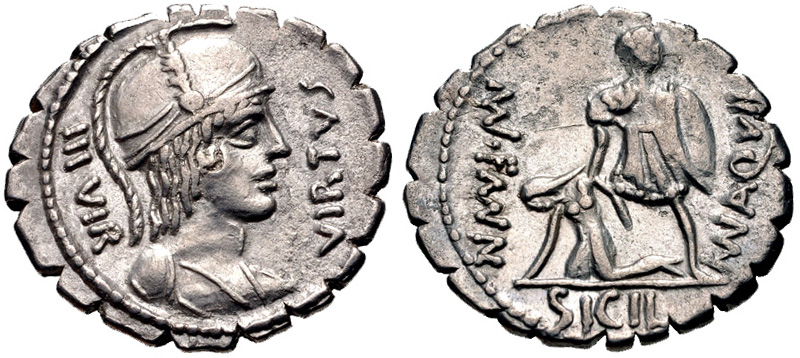
Denario di Manius Aquillius del 71 a.C.. Sul dritto è illustra la Virtus, la divinità del coraggio e della forza militare. Il rovescio raffigura il console Manius Aquillius che alza un'allegoria della Sicilia, allusione alla sua vittoria nella Terza guerra servile.

La gens Aquillia, o Aquilia, era una famiglia patrizia e plebea della Repubblica e dell'Impero romano.
Di grande antichità, espresse dei nobili romani che cospirarono per riportare i Tarquini sul trono; inoltre, un membro di questa gens, Gaio Aquillio Tusco, fu console già nel 487 a.C.

## Origine
Il nomen Aquillio, o Aquilio, deriva probabilmente dalla parola aquila. Il ramo più antico della famiglia porta il cognomen "Tusco", suggerendo che la gens sia di origine etrusca; comunque il nomen è indiscutibilmente latino e "Tusco" potrebbe essere stato acquisito in altri modi.

## Praenomina
Le famiglie più antiche degli Aquillii portavano i praenomina Gaio, Lucio e Marco; un ramo della famiglia, che raggiunse una condizione elevata nell'ultimo secolo della Repubblica, preferì il prenome meno diffuso Manio.

## Rami e cognomina
I cognomina degli Aquillii sotto la Repubblica furono Corvus, Crassus, Florus, Gallus e Tuscus.
Tuscus, il cognome più antico della gens, significa "etrusco", e questo ramo della famiglia è ritenuto da alcuni scrittori patrizio, poiché erano tra la nobiltà romana all'inizio della Repubblica, e secondo la tradizione il consolato fu chiuso ai plebei fino alla lex Licinia Sextia del 367 a.C. Tuttavia, la moderna storiografia suggerisce che la nobiltà della monarchia romana non era esclusivamente patrizia e che un certo numero di primi consoli appartenevano a famiglie che in seguito furono considerate plebee. Tuttavia, poiché la maggior parte delle gentes patrizie aveva anche rami plebei, la possibilità che alcuni dei primi Aquilii fossero patrizi non può essere scartata. 
Corvus si riferisce a un corvo ed è un cognomen più famoso nella gens Valeria.
Gli Aquillii Flori apparvero per la prima volta durante la prima guerra punica, anche se devono essere esistiti dal IV secolo a.C., e fiorirono almeno fino al tempo di Augusto. Il loro nome significa semplicemente "fiore".
Gallus può riferirsi a un gallo, o a un Gallo, anche se i Galli erano di Lanuvium. Cognomen comune in molte gentes, può essere tradotto come "spesso", "noioso", "semplice" o "rozzo". Ad apparire fu Felix, che significa "fortunato".
Nell'ultimo secolo della Repubblica, due Aquillii che raggiunsero il consolato non sono ricordati con un cognomen, ma appartenevano al ramo dei Flori, poiché questo cognomen si trova su monete e iscrizioni dei loro discendenti.

## Membri

### Aquilii Tusci
- Gaio Aquillio Tusco, console nel 487 a.C., condusse la guerra contro gli Ernici e ricevette un'ovazione.

### Aquilii Corvi
- Lucio Aquillio Corvo, tribuno consolare nel 388 a.C..

### Aquilii Flori
- Gaio Aquilio M. f. C. n. Floro, console nel 259 a.C., sesto anno della Prima Guerra Punica.
- Aquilio Floro, un sostenitore Marco Antonio. Preso da Ottaviano, si è suicidato dopo che suo figlio è stato eseguito prima di lui.
- Aquilio Floro , ha sostenuto Marco Antonio a fianco del padre, con il quale è stato ucciso da Ottaviano.
- Lucio Aquilio M'. f. M'. n. Floro, questore in Asia alla fine della Repubblica, dove ha riparato le strade costruite dal suo antenato, il console del 129 a.C.
- Lucio Aquilio Floro, triumvir monetalis nel 19 a.C.[4]
- Lucio Aquilio C. f. Floro Turciano Gallo, senatore sotto Augusto; il suo nome indica una possibile alleanza tra Aquillii Flori e Galli.

### Aquilii Galli
- Lucio Aquilio Gallo, pretore nel 176 a.C., ottenne la Sicilia come provincia.[5][6]
- Gaio Aquilio Gallo, pretore nel 67 a.C., famoso giurista e pupillo di Quinto Mucio Scevola.

### Aquilii Crassi
- Marco Aquillio Crasso, pretore nel 43 a.C., mandato dal senato per opporsi a Ottaviano e successivamente proscritto. Forse lo stesso di Acilio, proscritto anch'esso, la cui fuga è riportata da Appiano.[7]

### Altri
- Manio Aquillio M'. f. M'. n., console nel 129 a.C., trionfò sopra Aristonico di Pergamo.
- Manio Aquillio M'. f. M'. n., console nel 101 a.C., catturato e messo a morte da Mitridate VI nel 88 a.C.
- Manio Aquiio M'. f. M'. n., senatore e membro della giuria nel processo di Oppianicus nel 74 a.C.
- Manio Aquilio M'. f. M'. n., senatore e triumvir monetalis nel 71 a.C.
- Aquilia, impegnata a sposare Quinto Tullio Cicerone nel 44 a.C. ca.[8]
- Aquilio Nigro, uno scrittore di cui parla Svetonio per un discorso riguardo alla morte del console Aulo Irzio.[9]
- Marco Aquilio Giuliano, console nel 38.[10][11]
- Marco Aquilio Regolo, uno dei delatores al tempo di Nerone e di nuovo sotto Domiziano.
- Quinto Aquilio Nigro, console nel 117.
- Giulia Aquilia Severa, seconda e quarta moglie dell'imperatore Eliogabalo.
- Aquilio Severo, poeta proveniente dall'Hispania al tempo di Valentiniano I.[12]